# Музей сучасного мистецтва (Загреб)
Музей сучасного мистецтва (хорв. Muzej suvremene umjetnosti; MSU) — музей, розташований на Дубровницькому проспекті в Загребі, столиці Хорватії. Найбільший і найсучасніший музей країни.

## Історія створення
Музей розпочинає свою історію з Міської галереї сучасного мистецтва, заснованої в 1954 році. Вона розташовувалася в палаці Кульмер у Верхньому місті, де також знаходився Центр фотографії, кінематографії, телебачення й музейна бібліотека. Через брак місця в музеї не було постійної експозиції.

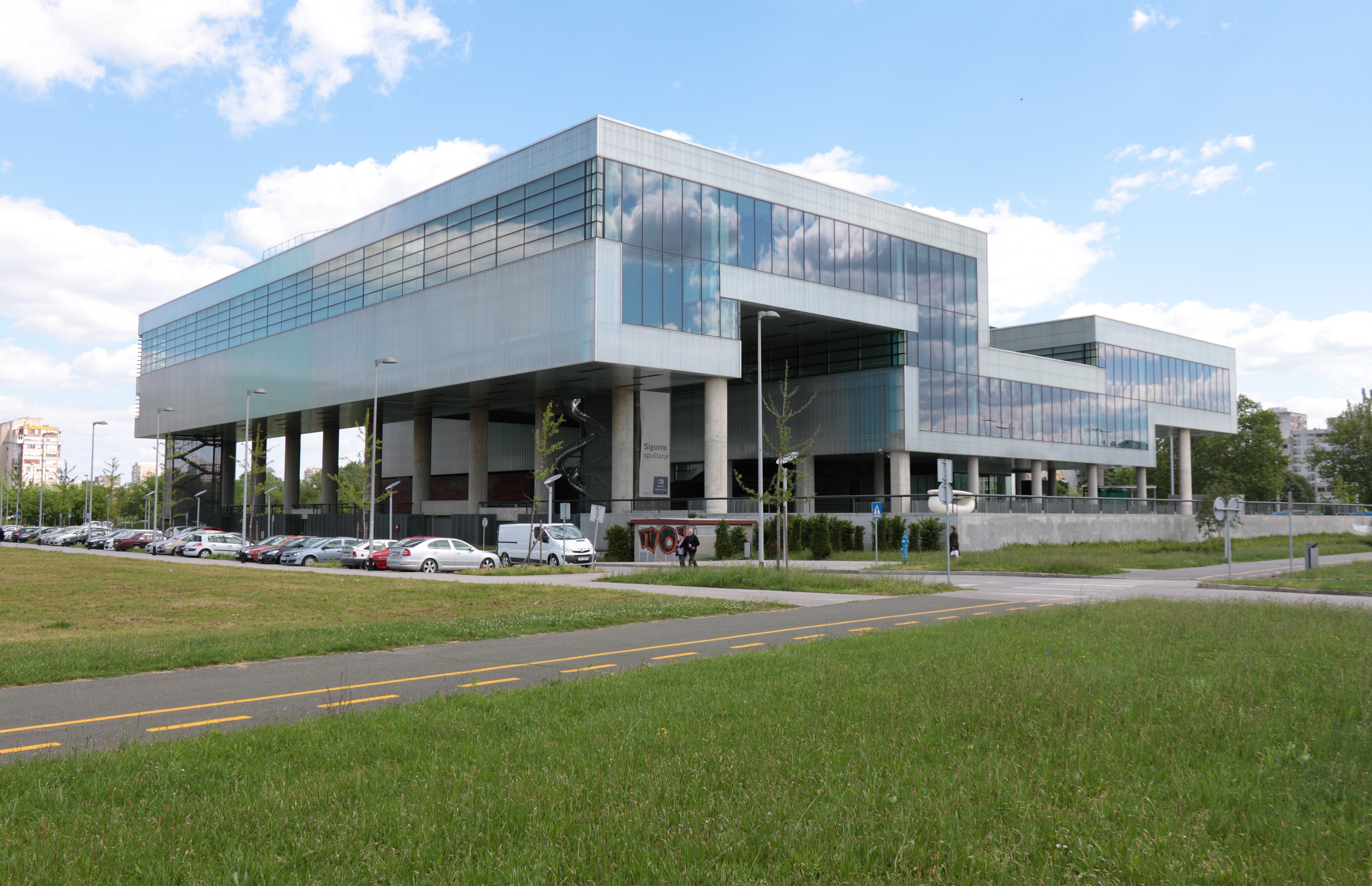
Екстер'єр музею

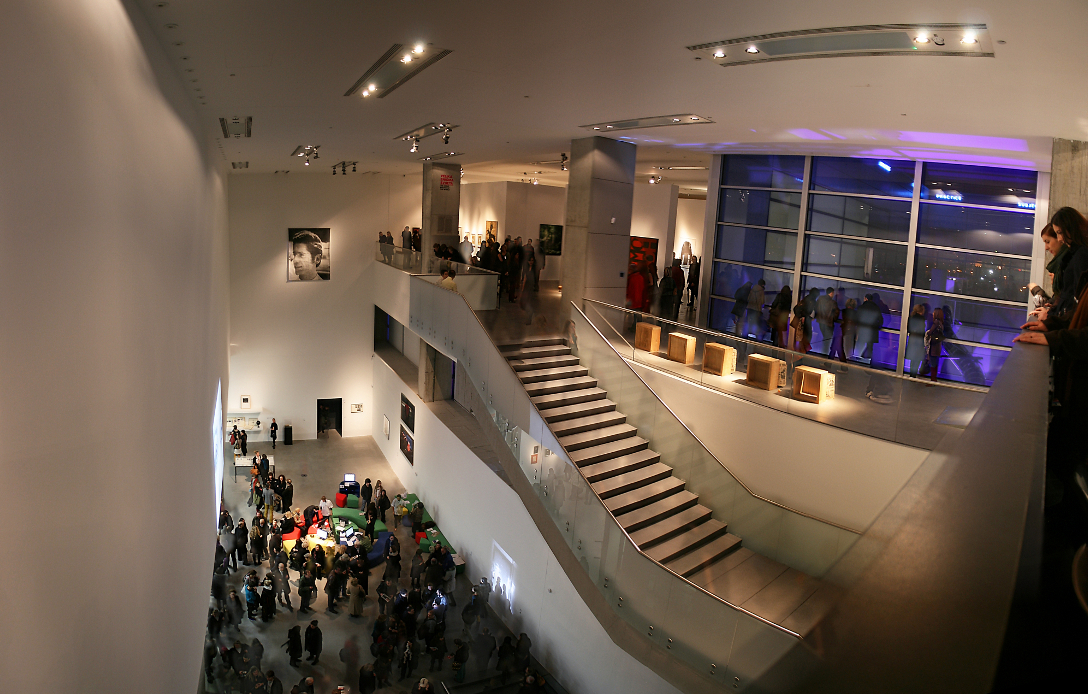
Інтер'єр музею

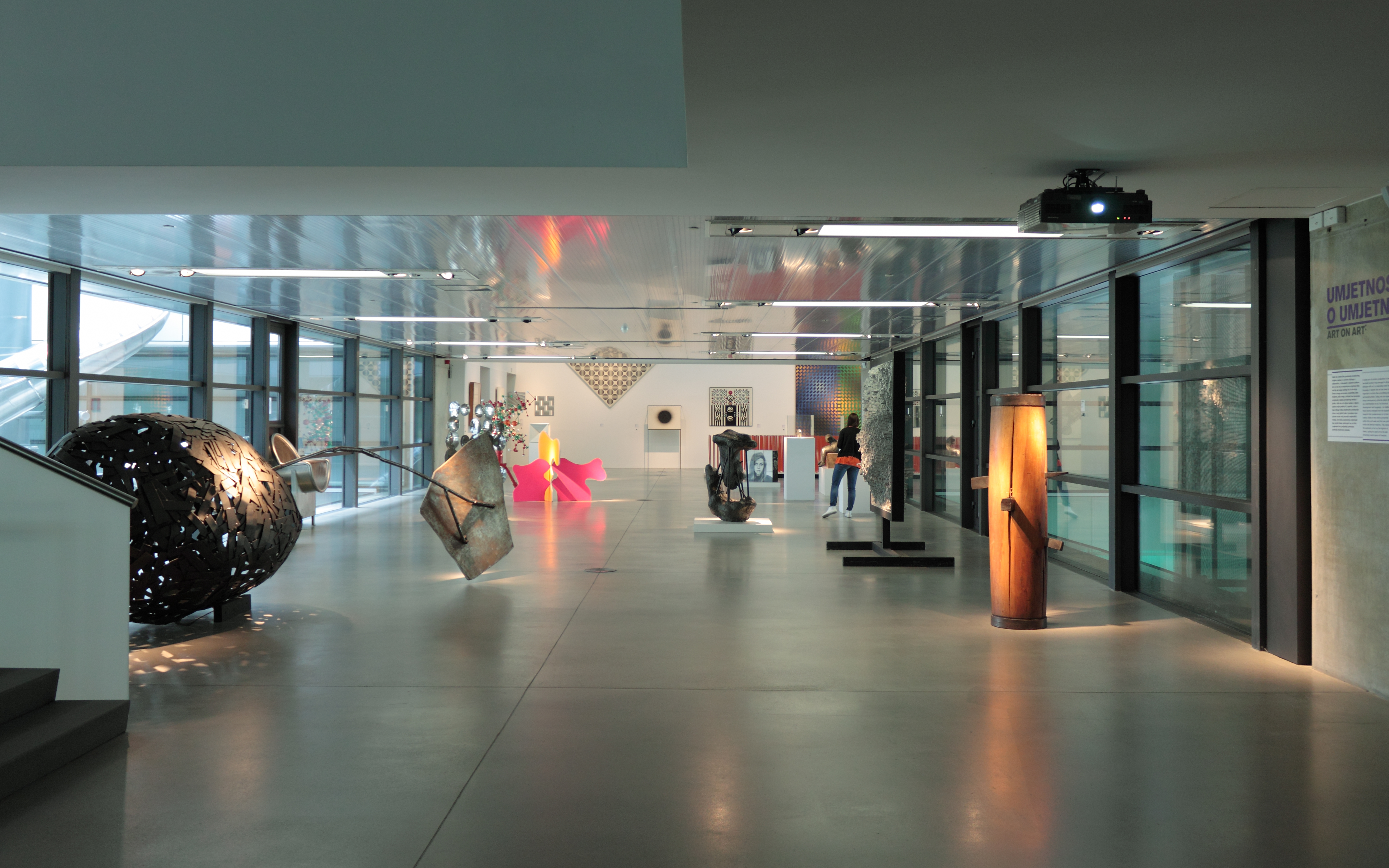
Скульптури з колекції музею

У 1998 році було прийнято рішення перенести музей в абсолютно нову будівлю на розі проспектів Дубровника і Вечеслава Холєваца в районі Новий Загреб. У результаті проведеного конкурсу на проєкт будівлі з 85 представлених робіт був обраний проєкт архітектора Ігора Франича. У листопаді 2003 року було закладено перший камінь у фундамент музею, який був відкритий 11 грудня 2009 року, після шести років будівництва й супроводжуючись декількома затримками. Початкова вартість будівлі оцінювалася в 200 млн. хорватських кун, а в кінцевому підсумку вона склала близько 450 млн кун (близько 84 млн. доларів США), інвестованих в рівних частках Міністерством культури Хорватії та містом Загреб.

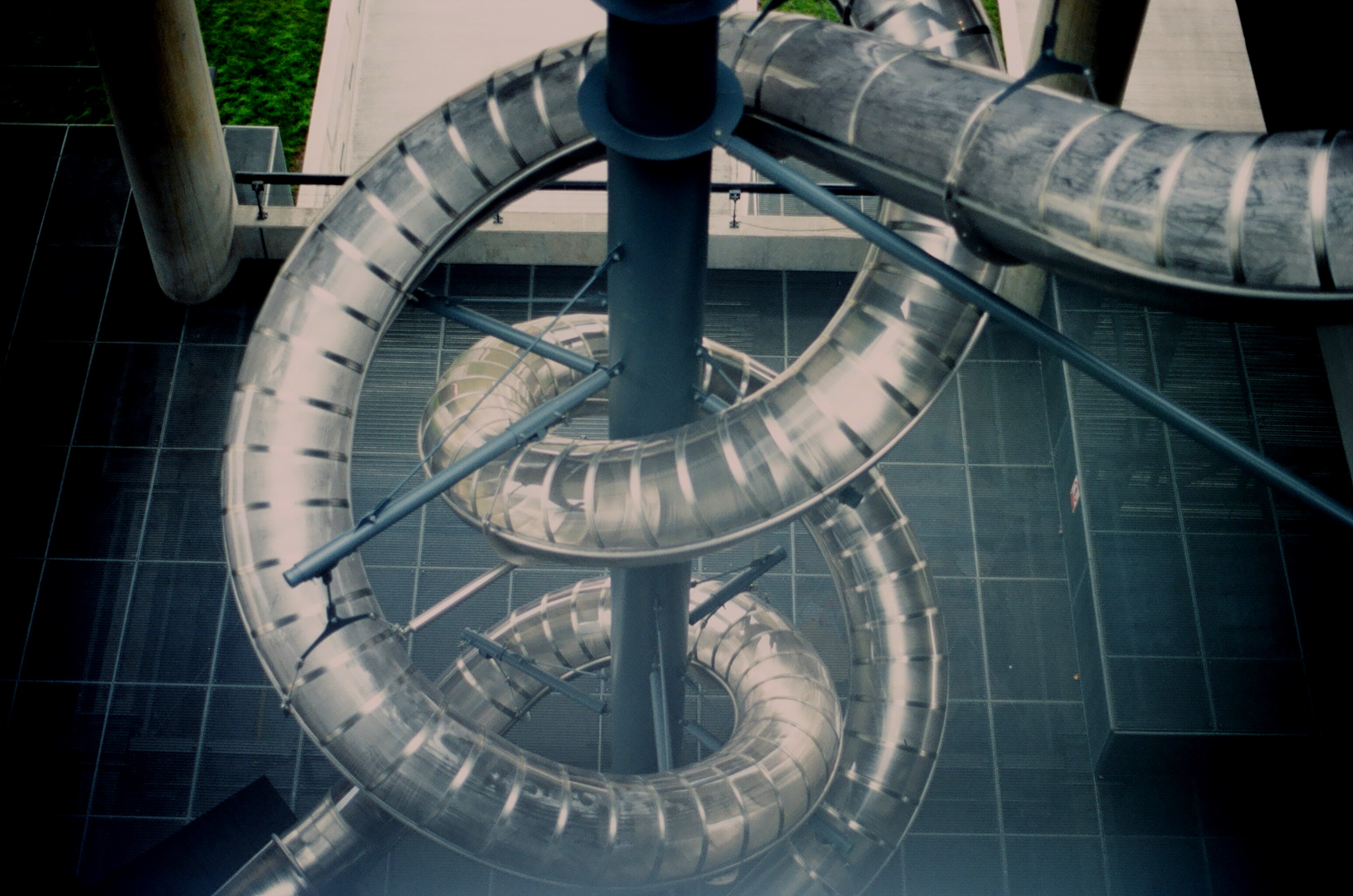
Подвійна гірка - металева скульптура Карстена Геллера

Загальна площа будівлі становить 14 600 м², з яких 3500 м² відведено під постійну експозицію, а близько 1500 м² призначено для проведення тимчасових виставок. У будівлі також розташовані бібліотека, мультимедійний зал, книжковий магазин, кафе і ресторан.

## Колекція музею
Колекція музею нараховує приблизно 12 000 предметів мистецтва, з яких близько 600 перебувають у постійній експозиції. У музеї представлені роботи сучасних хорватських художників, таких як Юліє Кніфер, Тошо Дабац, Іван Кожарич, Венцеслав Ріхтер, Бенко Хорват, Іван Піцель, Мирослав Шутей, Томислав Готовац, Далибор Мартініс, Саня Івекович, а також зарубіжних представників сучасного мистецтва, таких як Джетуліо Альвіані, Альберто Б'язі, Макс Білл, П'єро Дораціо, Хуліо Ле Парк, Ріхард Мортенсен, Отто П'єне, Хесус Рафаель Сото, Віктор Вазарелі, Марина Абрамович, Дороті Кросс, Катажина Козира та інші.
Подвійна гірка - металева скульптура Карстена Геллера, була встановлена у вестибюлі музею під час його офіційного відкриття, як й інсталяції Брацо Дмитрієвича і Мирослава Балки перед південним входом в будівлю.